# 萧兀古匿
萧兀古匿（?—?），辽国后族。契丹人。辽道宗时北府宰相。北院枢密使萧惠的儿子。
辽道宗时，萧兀古匿官至北院大王。清宁十年（1064年）十二月癸巳，萧兀古匿任契丹行宫都部署。咸雍三年（1067年）闰三月廿七日乙巳，辽道宗任命萧兀古匿为北府宰相。